# Energia nucleare negli Stati Uniti d'America
Nel 2015 l'energia nucleare negli Stati Uniti d'America ha generato il 19,5% dell'energia elettrica prodotta in totale nel Paese.
A novembre 2016, sono operative in questa nazione 61 centrali nucleari che dispongono complessivamente di 99 reattori in funzione (84 dei quali hanno ottenuto di recente il rinnovo della licenza), 4 in costruzione (Alvin W. Vogtle 3 & 4 e Virgil C. Summer 3 & 4) e 34 dismessi.
Sono state proposte due nuove centrali, (Centrale nucleare di Levy County e Centrale nucleare William States Lee III), di due reattori ciascuna.
Vi sono anche altre 25 centrali nucleari chiuse, 19 con un reattore ciascuna (uno di questi impianti, Rancho Seco in California, venne spento nel 1989, dopo quattordici anni di funzionamento, a seguito di una votazione della popolazione locale) e 1 con due reattori.

## Storia
Gli Stati Uniti d'America sono attualmente il primo Stato per potenza nucleare installata al mondo, con 99 reattori per una potenza complessiva di oltre 101 GW, generando mediamente 800 TWh all'anno (797 TWh nel 2015), cioè circa il 20% dell'elettricità statunitense. Nel futuro questa leadership potrebbe però essere scalzata dai programmi nucleari indiani e cinesi, che prevedono di installare ognuno alcune centinaia di GW di potenza nucleare nei prossimi decenni. Entro la fine degli anni 1960 erano stati ordinati reattori PWR e BWR per oltre 1000 MW di capacità.
Dopo un primo periodo di grande espansione, l'incidente di Three Mile Island prima e poi la stagnazione dei consumi elettrici e maggiore economicità del gas poi, ha portato alla cancellazione di un gran numero di progetti e cantieri per nuovi reattori, tuttavia nel 1990 erano stati commissionati oltre 100 reattori. Negli ultimi anni, con una maggiore percezione ambientale e nuove conoscenze tecniche, si sta procedendo a prorogare le licenze di funzionamento, riattivare la costruzione di progetti interrotti, ed in generale a costruire nuovi reattori.

### Gli albori

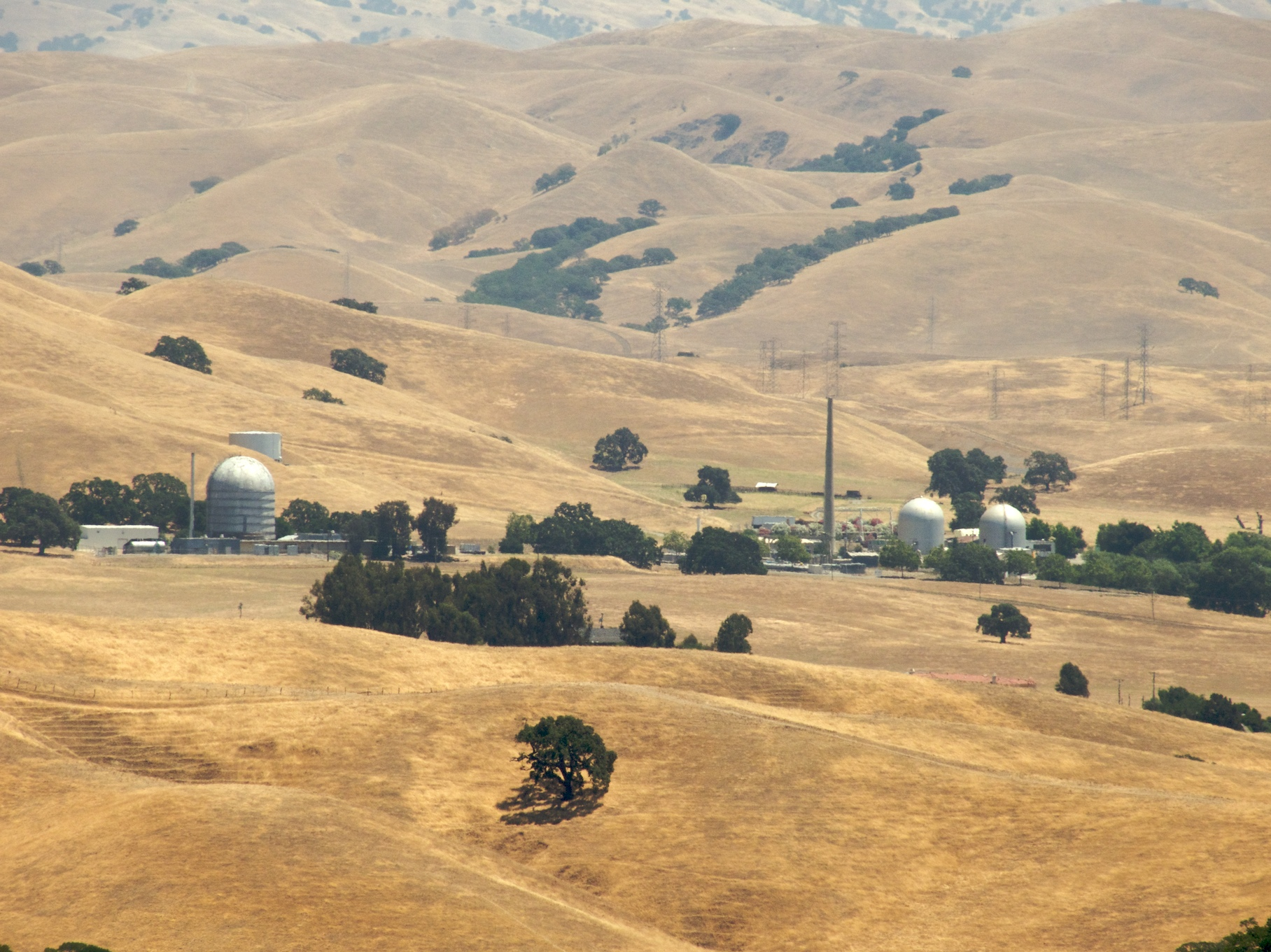
L'impianto di Vallecitos, uno dei prototipi di BWR

Gli Stati Uniti sono stati i pionieri nell'energia nucleare per scopi commerciali, tramite gli impianti PWR di Yankee Rowe (costruito dalla Westinghouse Electric Company) e BWR di Dresden (della General Electric).

### Gli anni 1970

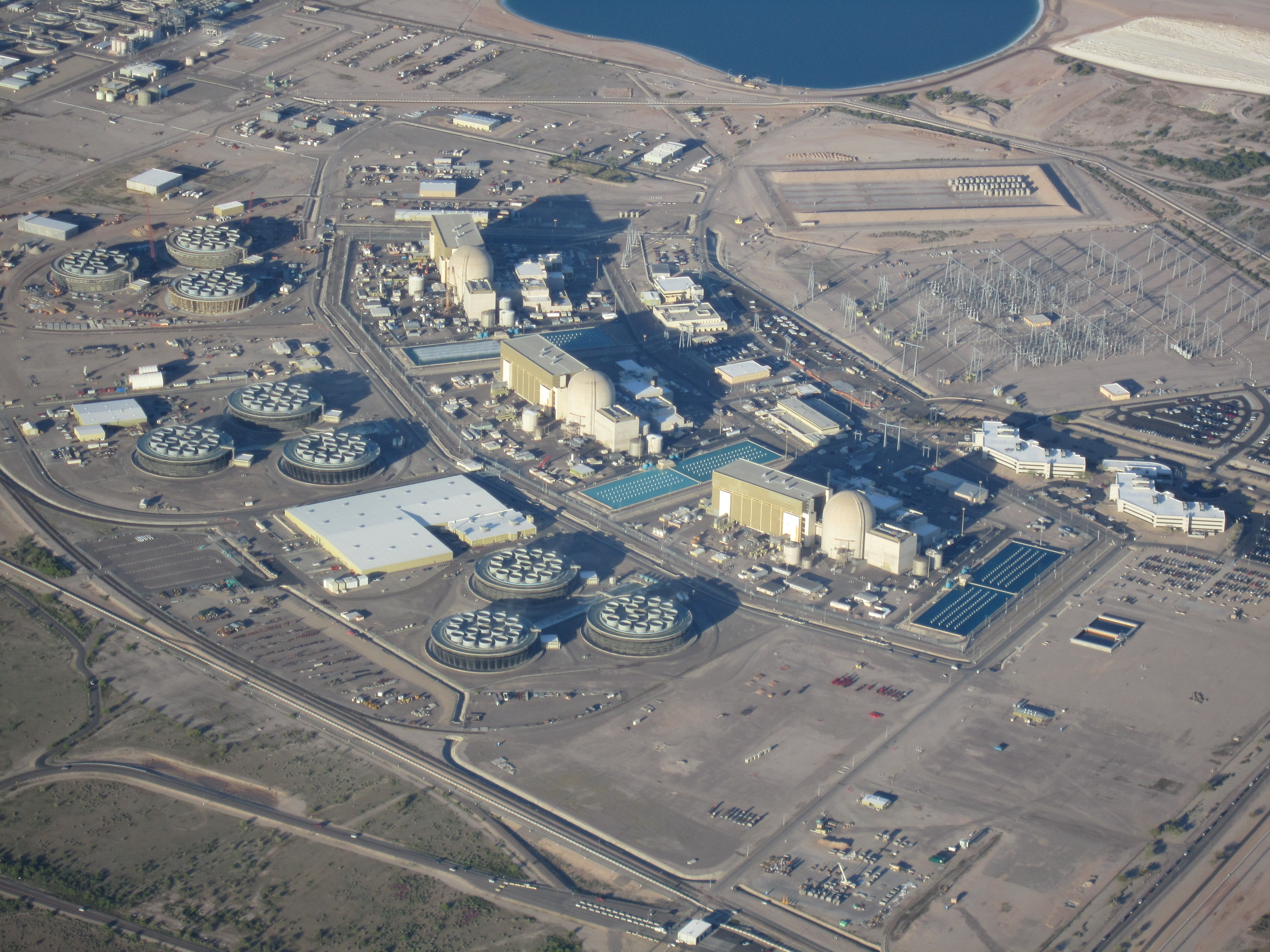
L'impianto di Palo Verde, il più potente impianto degli USA.

### L'incidente di Three Mile Island

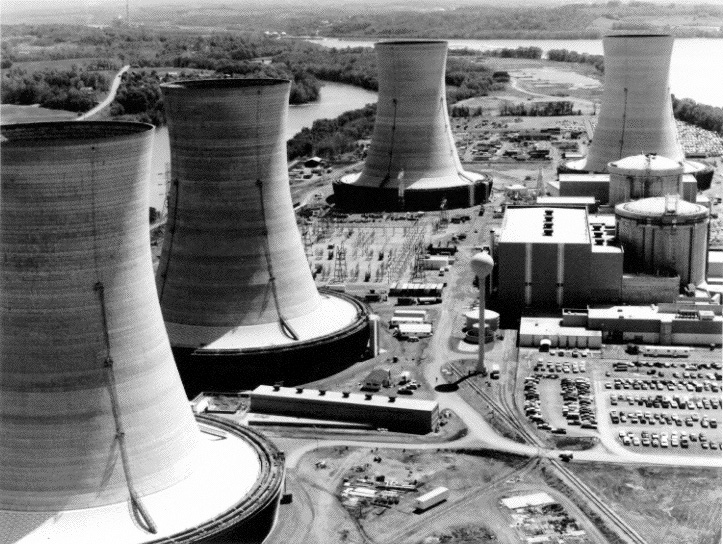
L'unità 2 è quella sullo sfondo

L'incidente di Three Mile Island avvenne nell'omonima centrale nel 1979 e fu il più grave incidente nucleare avvenuto negli Stati Uniti, sebbene non abbia causato morti accertate.
L'incidente all'unità 2 avvenne esattamente alle ore 4:00 di mercoledì 28 marzo 1979, quando il reattore era a un regime di potenza del 97%. L'incidente ebbe inizio nel circuito di refrigerazione secondario con il blocco della portata di alimento ai generatori di vapore. Questo blocco portò nel circuito primario di raffreddamento del nocciolo ad un considerevole aumento della pressione del refrigerante, causando prima l'apertura di una valvola PORV di rilascio posta sul pressurizzatore e poi lo "SCRAM" (arresto di emergenza del reattore mediante l'inserimento delle barre di controllo). A questo punto la valvola di rilascio non si richiuse senza che gli operatori si rendessero conto del problema, anche perché non vi era nella strumentazione l'indicazione della reale posizione della valvola. Fu così che il circuito di raffreddamento primario si vuotò parzialmente e il calore residuo del nocciolo del reattore non poté essere smaltito. A causa di ciò il nocciolo radioattivo subì gravi danni. Gli operatori non poterono diagnosticare correttamente cosa avveniva e reagire in maniera adeguata. La strumentazione carente della sala di controllo e l'addestramento inadeguato risultarono essere le cause principali dell'incidente.
Durante l'incidente si ebbe una pericolosa fusione parziale del nocciolo e in conseguenza dei gravissimi danni riportati l'unità 2 fu chiusa ed è ancora oggi sotto monitoraggio, in attesa delle future azioni di decommissioning.

### Il dopo-Three Mile Island

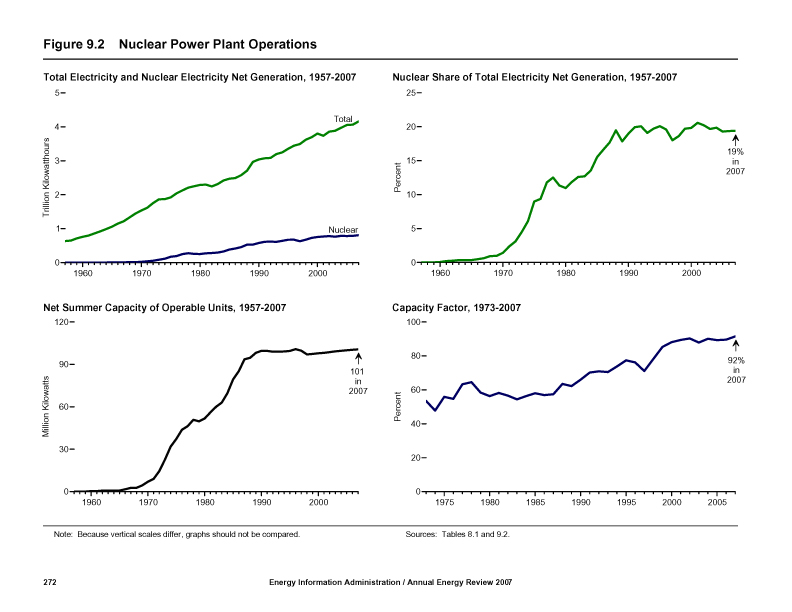
Evoluzione del nucleare negli USA fino al 2007

Dopo l'incidente di Three Mile Island nell'opinione pubblica statunitense venne meno il favore verso l'energia nucleare, ciò contribuì alla cancellazione di numerosi progetti e cantieri; oltre a questo fatto, la produzione di energia elettrica tramite gas naturale era diventata più attraente a causa del prolungarsi dei tempi, e quindi dei costi, di costruzione dei cantieri ancora operativi. La quasi totalità viene da reattori costruiti dal 1967 al 1990, e nessuno iniziato a costruire dal 1977. Nonostante ciò, se nel 1980 gli impianti producevano 251 TWh, nel 2011 ora producevano 806 TWh, questo sia grazie ai nuovi impianti che hanno iniziato a produrre, che grazie al miglioramento degli impianti, i quali sono passati da un fattore di capacità di circa il 50%, al 91.5% del 2010.

## Il parco reattori americano

### Proprietà dei reattori
L'industria nucleare ha subito un consolidamento davvero significativo negli ultimi anni, questo in funzione dell'economia di scala, deregolamentazione dei prezzi ed attrattività crescente di questa fonte verso i combustibili fossili. A fine 1991 un totale di 101 compagnie elettriche avevano partecipazioni (anche di minoranza) negli impianti nucleari statunitensi, a fine 1999 erano scese ad 87 di cui le prime 12 possedevano il 54% della capacità totale. Con la deregolamentazione del mercato elettrico in alcuni stati, è avvenuta una massiccia ondata di fusioni fra le varie compagnie elettriche nel periodo 2000-1, portando le prime 10 compagnie a possedere il 70% della capacità totale, un successivo consolidamento è avvenuto a seguito di fusioni di aziende di servizi pubblici, nonché di acquisti di reattori da parte altre società elettriche per aumentare la propria capacità nucleare. Inerente al numero degli operatori degli impianti si è visto un generale consolidamento delle competenze, scendendo dai 45 del 1995 ai 25 della fine del 2011.
Fra le più grandi fusioni si ricorda quella iniziata nel 2000 fra la Unicom e la PECO per formare la Exelon, creando quindi il più grande produttore di energia nucleare degli Stati Uniti ed il terzo al mondo, nel 2003 acquisisce poi il 50% della AmerGen (originariamente di proprietà paritetica fra PECO e British Energy) arrivando a possedere in 10 impianti 17 reattori che nel 2007 hanno generato il 20% della produzione nucleare statunitense. Nel 2004 e nel 2008 cercò di acquistare la PSEG del New Jersey e la NRG Energy del Texas, ma i progetti non andarono in porto. Nel 2011 concluse la fusione con la Constellation Energy (in cui EdF ha mantenuto a marzo 2012 il 49.99%), portando la sua capacità di generazione totale a circa 21.000 MW lordi. Insieme alla Exelon, Entergy è un esempio lampante di consolidamento che si è verificato negli ultimi dieci anni: con base originariamente in Arkansas, Louisiana, Mississippi e Texas orientale, ha successivamente raddoppiato la sua capacità di generazione nucleare dal 1999 con l'acquisizione dei reattori a New York, Massachusetts, Vermont e Michigan ed è entrata nella gestione di un impianto nucleare in Nebraska. Altre aziende che hanno aumentato la propria capacità nucleare attraverso l'acquisto di piante, queste sono FPL Group con sede in Florida (quattro unità), Constellation Energy con sede a Maryland (tre unità) e Dominion Resources con sede in Virginia (due unità).
Altro aspetto è l'acquisto dei reattori fra le varie società, soprattutto se i margini di profitto erano ridotti (con costo di produzione superiore ai 2 c$/kWh) e potevano essere aumentati tramite l'acquisizione da società più grandi. Infatti i piccoli gestori consideravano gli impianti come potenzialmente operanti in passività mentre le grandi società li consideravano in attivo, principalmente in funzione di una distribuzione dei costi su un parco reattori maggiore. Dal 1999 al 2009 ci sono stati 19 acquisti di reattori, principalmente da società pubbliche locali.
Caso a sé è parzialmente la Constellation Energy che ha operato anche un consolidamento internazionale oltre a quello nazionale. Nel gennaio 2009 ha accettato l'offerta di Electricité de France che con 4,5 miliardi $ ha acquisito oltre il 60% della sua produzione nucleare. L'accordo dà ad EDF un punto d'appoggio importante negli Stati Uniti, con la partecipazione di 3.994 MWe a Calvert Cliffs nel Maryland, e Nine Mile Point e Ginna a New York. A tutti e cinque i reattori sono stati concessi 20 anni di estensione della licenza di funzionamento. Électricité de France possedeva già il 9,5% di Constellation, e aveva stanziato 975 milioni $ nella joint venture UniStar Nuclear Energy per costruire, possedere e gestire una flotta di US-EPR in Nord America con "l'obiettivo di guidare la rinascita del nucleare negli Stati Uniti". Ad ottobre 2010 la Constellation Energy ha ceduto la sua quota di Unistar ad EDF per 140 milioni $.

### Potenziamenti degli impianti
Alla fine del 1991 (prima dell'approvazione dell'Energy Policy Act), vi era impianti operativi per 97.135 MW di capacità di generazione. Nel marzo 2009 si era arrivati a 101.119 MW, mentre a marzo 2012 a 101.465 MW. Questo è stato dovuto a diversi fattori: sono stati spenti 8 reattori per 5.709 MW a causa degli elevati costi operativi; sono stati aggiunti 6.223 MW per dei potenziamenti dei reattori ed altri 3.470 per l'entrata in servizio di due reattori (Comanche Peak 2 e Watts Bar 1) ed il riavvio di una unità dopo una fermata a lungo termine (Browns Ferry 1). A fine 2011 gli upgrade sono stati oltre 130 per un totale di oltre 6.000 MW, mentre sono prospettati almeno altri 3.200 MW; la Exelon ha in programma la maggior parte degli upgrade degli impianti totali, che dovrebbero fornire l'equivalente di un nuovo reattore entro il 2017 (fra 1300 e 1500 MW per un costo di 3.5 miliardi $), dopo aver già aggiunto 1.100 MW nel decennio finito al 2009. Altri upgrade riguardano i sistemi di sicurezza e l'impiantistica in genere degli impianti.
Ancora più significativa è l'aumentata efficienza di produzione dei vari impianti, ciò ha portato ad fattore di capacità notevolmente aumentato, che è passato dal 56,3% nel 1980 e il 66% del 1990 al 91,1% nel 2008. Una componente importante di questa aumentata efficienza è data dalla diminuita lunghezza di interruzione per il rifornimento, che nel 1990 era in media di 107 giorni ma è sceso a 40 giorni dal 2000, con punte di 15 giorni. Oltre a questo, l'efficienza termodinamica media è passata dal 32,49% del 1980 al 33,40% nel 1990 ed al 33,85% nel 1999. Tutto questo si è riflettuto significativamente in un aumento della produzione a partire dal 1990, passando da 577 TWh agli oltre 809 TWh attuali, con un miglioramento del 40% nonostante un minimo aumento della capacità installata.

### Rinnovo delle licenze di funzionamento
La Nuclear Regulatory Commission è l'agenzia governativa nata nel 1974 come responsabile per la regolamentazione del settore nucleare, in particolare i reattori, impianti del ciclo del combustibile e gestione dei rifiuti (così come altri usi civili dei materiali nucleari, come quelli per uso medico ed industriale). Nel 2000 l'ente ha rinnovato la licenza di esercizio per le due unità dell'impianto di Calvert Cliffs di 20 anni oltre la licenza originaria di 40 anni, rilasciata originariamente più in base all'ammortamento economico dell'impianto che per una durata effettiva di vita. Il rinnovo della licenza è in funzione di analisi sull'impianto e di ristrutturazioni importanti, che riguardano anche la sostituzione delle parti più usurate (come ad esempio i generatori di vapore) oltre che l'aggiornamento dei sistemi di controllo.
A settembre 2011, la NRC ha esteso le licenze di 71 reattori, ben oltre i due terzi del totale, mentre sono in valutazione altre 13 richieste ed altre sono attese entro il 2013. In tutto, si prevede che circa 90 reattori sono suscettibili di avere una vita operativa di 60 anni. L'ente si è anche riformato al suo interno inerente al processo di controllo e valutazione degli impianti, dopo aver definito ciò che è necessario per garantire la sicurezza, ha strutturato il suo processo per raggiungere questi standard con processi meno complessi ed onerosi, questo processo si sviluppa sulla verifica di 19 punti chiave per la valutazione dell'impianto e con i risultati accessibili dal pubblico: 14 indicatori in materia di sicurezza impianti, 2 sulla protezione dalle radiazioni e 3 sulla sicurezza. Le verifiche sono pubblicate trimestralmente e si dividono in normale, necessaria supervisione aggiuntiva, necessarie opere disciplinari ed inaccettabili (in questo caso l'impianto verrebbe probabilmente chiuso). Oltre all'estensione dai 40 ai 60 anni di vita operativa, l'Electric Power Research Institute sta portando avanti uno studio per valutare la fattibilità della seconda proroga fino agli 80 anni; in particolare sta studiando il deterioramento dell'acciaio e del cemento con cui sono costruiti i reattori. Con il passare del tempo infatti il cemento diventa più friabile, mentre le radiazioni indeboliscono l'acciaio. Gli esperti dell'EPRI, però, sottolineano che nei reattori in attività questi fenomeni di deterioramento non sono mai stati osservati a un livello tale da creare preoccupazioni: secondo loro non costituiscono un ostacolo per le proroghe dei reattori. Non tutti però sono d'accordo: secondo l'Union of Concerned Scientists i reattori stanno entrando nella loro ultima fase di vita. Per questo l'EPRI sta pensando di ammodernare i vecchi reattori, per esempio installando i sistemi di controllo digitale caratteristici dei nuovi impianti. Le "cavie" prese in considerazione sono la centrale di Ginna e Nine Mile Point 1.
Sul versante dell'industria, l'Institute of Nuclear Power Operations fu fondato dopo l'incidente di Three Mile Island nel 1979 per vigilare sulle applicazioni industriali dell'energia nucleare e stabilire standard di sicurezza per i vari impianti industriali.

## Programma nucleare militare

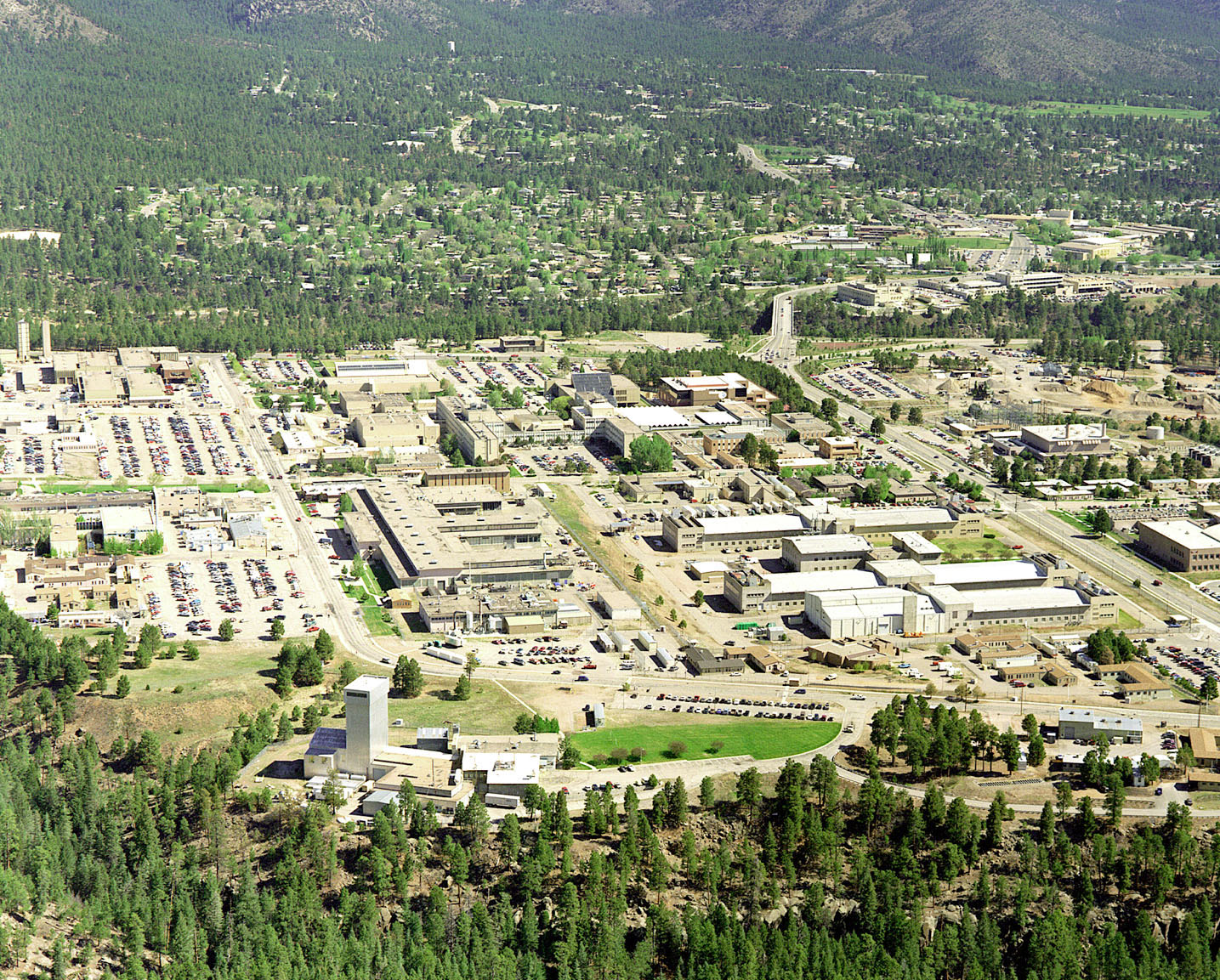
Los Alamos National Laboratory, foto aerea del 1995.

Il Progetto Manhattan era il criptonimo del programma di ricerca condotto dagli Stati Uniti durante la Seconda guerra mondiale, che portò alla realizzazione delle prime bombe atomiche. La direzione scientifica venne affidata al fisico statunitense Robert Oppenheimer mentre il Generale Leslie Groves ne fu nominato comandante militare e la sede direzionale-amministrativa del progetto fu posta appunto in un edificio rigorosamente segreto nel quartiere di Manhattan a New York.
Nato nel 1939 come semplice proponimento di ricerca, il Progetto Manhattan mutò nel 1942 i suoi obiettivi e crebbe fino a occupare più di 130 000 persone e costando alla fine oltre 2 miliardi di dollari dell'epoca (corrispondenti a 28 miliardi di dollari del 2008). La problematica industriale era incentrata sullo sviluppo delle tecnologie costruttive di un ordigno atomico e sulla produzione di una quantità sufficiente di materiale fissile di adeguata purezza e, per arrivare a questo risultato, furono seguite due strade parallele che portarono alla produzione di due diversi tipi di bombe nei laboratori nazionali di Los Alamos.
Assieme ai progetti crittografici condotti a Bletchley Park in Inghilterra, ad Arlington Hall e al Naval Communications Annex di Washington, D.C., e allo sviluppo del radar ai Radiation Lab del MIT di Boston, il Progetto Manhattan rappresenta una delle imprese tecnologiche massicce, segrete e di successo realizzate durante il secondo conflitto mondiale.

## Programma nucleare futuro
L'importanza dell'energia nucleare negli Stati Uniti d'America è sia geopolitica che economica, in funzione della riduzione della dipendenza dalle importazioni di petrolio e gas. Il costo operativo del nucleare (1.87 c$/kWh nel 2008) è il 68% del costo dal carbone e un quarto di quella di gas. Dal 1992 al 2005 sono stati costruiti circa 270.000 MW di nuovi a gas, mentre solo 14.000 MW di nuova capacità nucleare e carbone è stata messa on line. Il carbone ed il nucleare detengono però quasi il 70% dell'energia elettrica degli Stati Uniti e rendono stabili i prezzi di fornire la stabilità dei prezzi. Quando però la concomitanza degli investimenti in queste due tecnologie è quasi scomparsa e la domanda elettrica è aumentata, hanno portato i costi dell'elettricità verso 10 c$/kWh. Questa ragione di carenza di investimenti è stata causata da un rischio d'investimento inferiore nel gas, ma la concomitanza fra impianti che per la metà hanno oltre 30 anni e grossi investimenti in infrastrutture di trasmissione, hanno reso necessaria una nuova regolamentazione per il comparto elettrico per incentivare gli investimenti soprattutto a basse emissioni di anidride carbonica, la compilazione dell'Energy Policy Act del 2005 ha quindi fornito una tanto necessaria stimolo per gli investimenti in infrastrutture elettriche tra cui l'energia nucleare.
I tre passi per la concessione di una licenza sono:
- Certificazione del progetto di impianto
- Rilascio dei permessi generici per il sito (Early Site Permits - ESP)
- Licenza combinata di costruzione ed esercizio (combined Construction and Operating Licence - COL)

### Considerazioni generali
Dalla metà del 2007 sono state presentate 17 domande di licenza per costruire 26 nuovi reattori..
Rispetto alle richieste avanzate, ci sono state delle rinunce: quella della MidAmerican Nuclear Energy Co, operante in Idaho, per la realizzazione dei suoi progetti di espansione del numero di reattori e quella dell'AmerenUE, operante in Missouri e Illinois, per la costruzione di un EPR. Entrambe le compagnie hanno affermato che, visto l'alto costo degli impianti, la loro realizzazione non porterebbe a una riduzione del prezzo dell'energia elettrica.

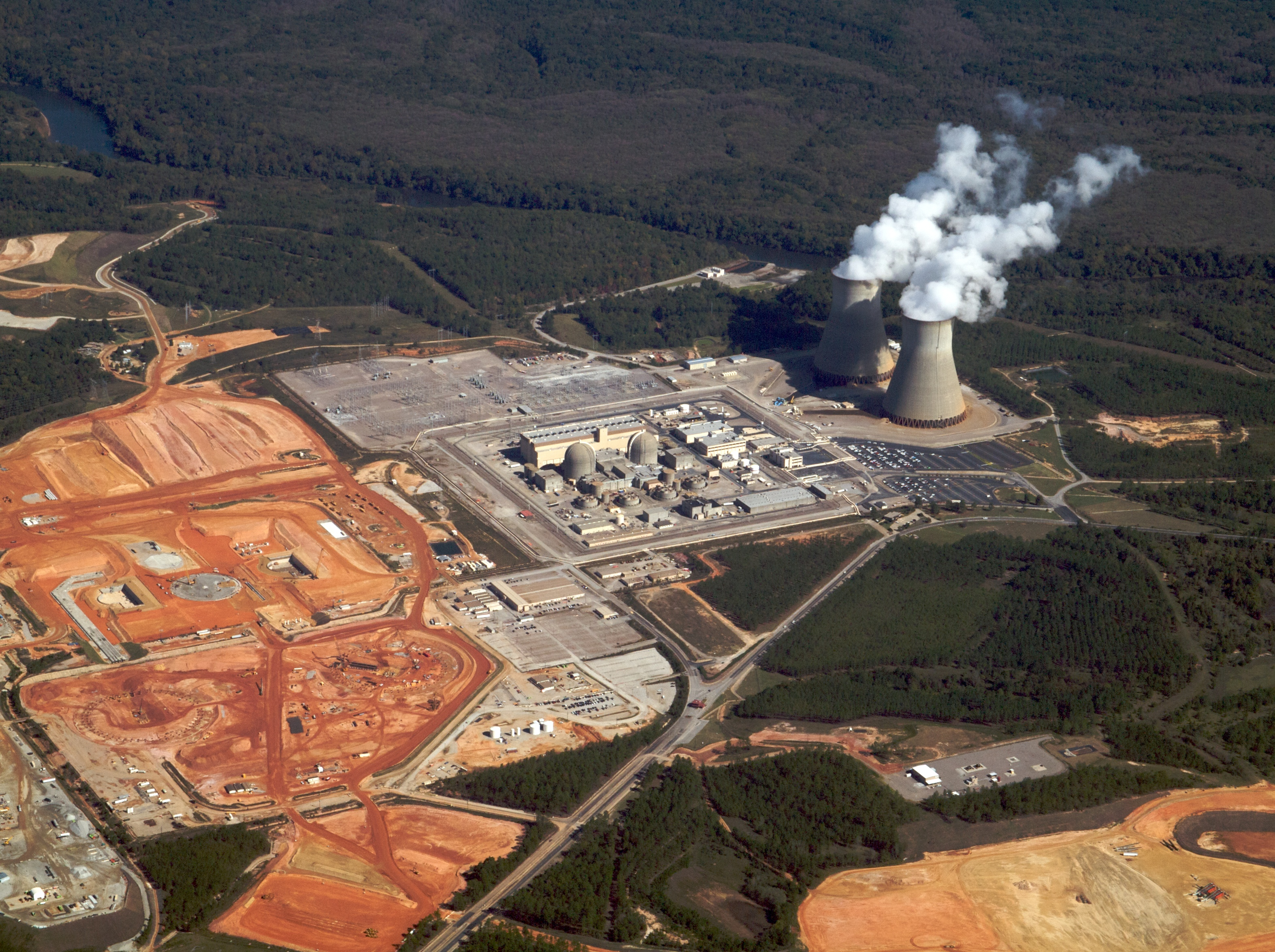
L'impianto di Vogtle, a destra i reattori operativi, a sinistra i lavori di scavo per gli AP100 (fine 2011).

Utilizzando l'Energy Policy Act, il 16 febbraio 2010, l'amministrazione Obama ha approvato la richiesta di un prestito agevolato della Southern Company per 8,3 miliardi di dollari: tale compagnia ha in programma la costruzione di due reattori di tipo AP1000 presso la centrale nucleare di Vogtle nella contea di Burke in Georgia, unità che dovrebbero essere ultimate tra il 2016 e il 2017. I reattori in questione sono però ancora privi di autorizzazione da parte della Nuclear Regulatory Commission (l'autorità di sicurezza nucleare statunitense) senza la quale nessun lavoro, salvo la preparazione del sito (che è già iniziata da alcuni mesi), può cominciare. Si stima che detta autorizzazione dovrebbe arrivare nel 2011-12. Nel frattempo sono iniziati i lavori di preparazione del sito anche per i reattori di Virgil C. Summer, la cui costruzione è iniziata a marzo 2013
A marzo 2010 quindi, negli Stati Uniti d'America vi sono 9 reattori pianificati (per un totale di 11000 MW di potenza elettrica) e altri 23 in fase di proposta (per circa 34000 MW complessivi di potenza elettrica). Di questi ultimi, 15 hanno già ottenuto la combined construction and operating licence (COL).

### L'Energy Policy Act
Nel 2005, sotto la presidenza Bush, è stata varata una legge sulla politica energetica (Energy Policy Act of 2005) che contiene degli incentivi per dar ulteriore spazio all'elettro-generazione nucleare. In particolare, la legge autorizza il Dipartimento dell'Energia a emettere prestiti in garanzia fino a 18,5 miliardi di dollari per progetti finalizzati alla riduzione dei gas serra (gli incentivi introdotti si applicano infatti sia all'energia nucleare che alle tecnologie avanzate di utilizzazione del carbone e del gas).
Nello specifico, l'Energy Policy Act concede ai primi seimila megawatt di impianti nucleari della terza generazione avanzata (in considerazione del fatto che si tratta di prototipi industriali) un credito agevolato (a tasso di interesse superiore da uno a cinque punti rispetto al tasso ufficiale di sconto fissato dal Dipartimento del Tesoro) per l'80% dei costi di realizzazione e una garanzia di copertura degli oneri finanziari derivanti da possibili ritardi nelle attività di costruzione imputabili alla pubblica amministrazione (per accedere a questa forma di garanzia il costruttore deve comunque stipulare un'apposita assicurazione a titolo oneroso).
Come ulteriore passo per il rilancio di questo tipo di fonte, il presidente Obama ha promesso un aumento di tali stanziamenti dai 18,5 miliardi di dollari di cui sopra (che sono già disponibili e ascritti a bilancio) a 54,4 miliardi di dollari, sempre sotto forma di garanzie sui prestiti che le compagnie elettriche devono richiedere per costruire impianti nucleari.

### Riattivazione costruzioni interrotte

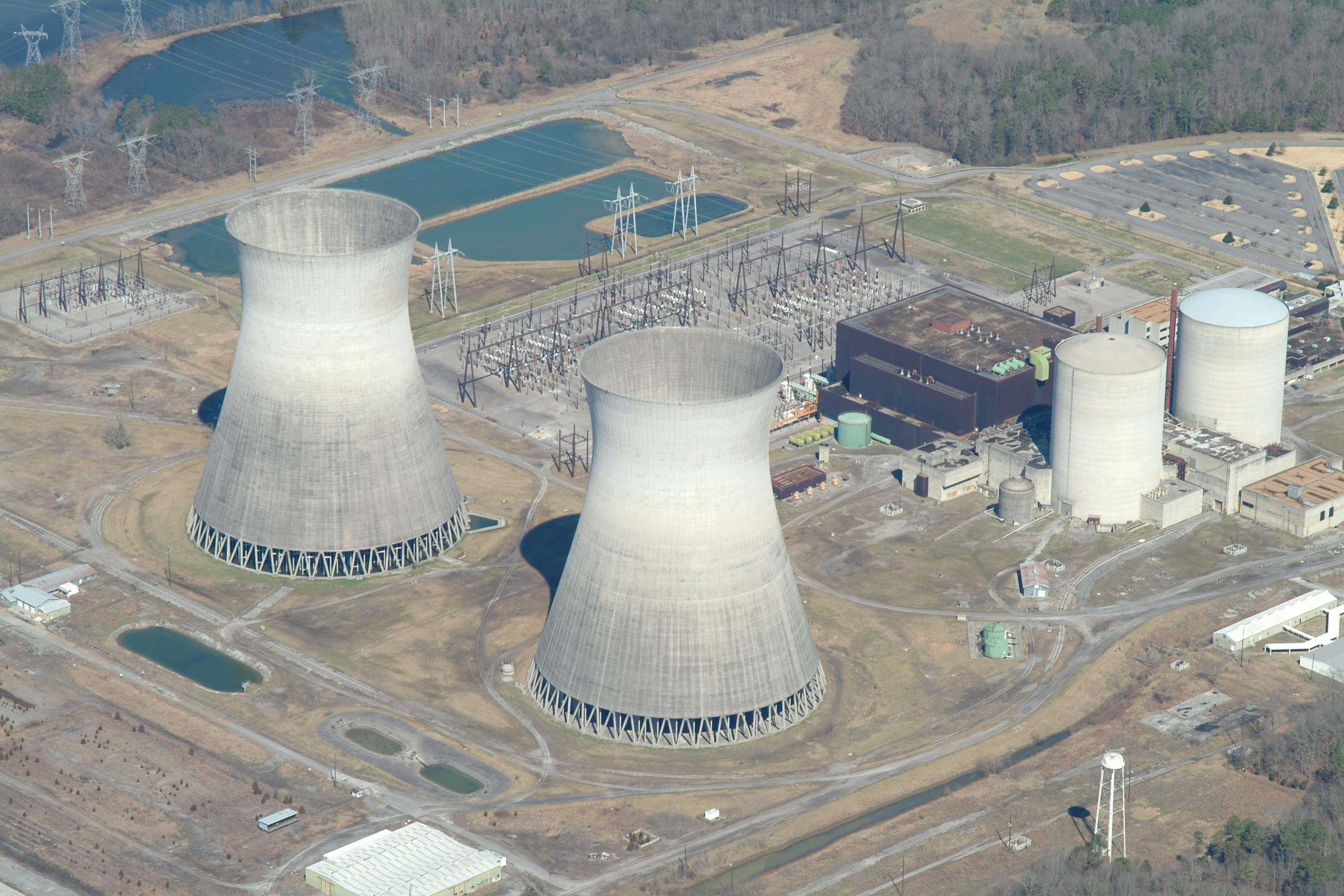
L'impianto di Bellefonte, interrotto negli anni 1980 quando era quasi completato, ne è previsto ora il completamento.

Parallelamente ai programmi per la costruzione di nuovi reattori, sono stati decisi in passato, e sono attualmente in corso, programmi per la riattivazione della costruzione di reattori interrotti nel passato. Su questo fronte è particolarmente attiva la Tennessee Valley Authority, che dopo aver completato i tre reattori dell'impianto di Browns Ferry ed il primo di Watts Bar, sta ora completandone il secondo ed ha appena approvato il completamento di Bellefonte 1, mentre per il secondo reattore è previsto il ripartire dei lavori in seguito. La TVA ha scelto questa opzione perché l'ha valutata più economica rispetto alla costruzione di nuovi reattori.
Altre società elettriche stanno valutando l'utilizzo degli stessi siti, smantellando le vecchie opere o costruendo in zone prospicienti le prime.

### Tipologie

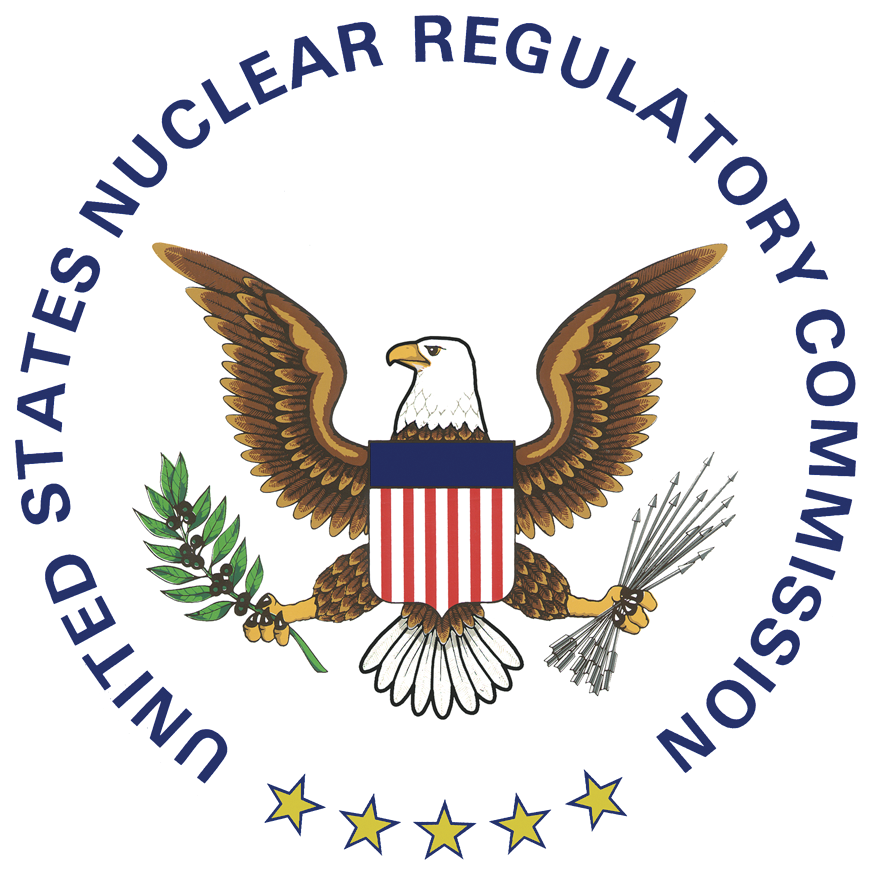
Il logo della NRC, l'ente regolatore e vigilante del nucleare statunitense.

Reattore ABWR
Reattore ESBWR
Reattore AP1000
Reattore US-EPR
Reattore US-APWR

## Ciclo del combustibile

### Arricchimento
Al 2022 Russia, Kazakistan e Uzbekistan forniscono metà del fabbisogno statunitense di uranio.

## Gestione dei rifiuti e depositi geologici

### Decommissioning degli impianti
| Stato degli impianti dismessi (2011) |           |                       |                           |                                                            |
| Centrale                             | Tipologia | Potenza termica (MWt) | Dismissione               | Stato Attuale                                              |
| Bonus                                | BWR       | 50                    | 1º giugno 1968            | Tombamento                                                 |
| CVTR                                 | PHWR      | 65                    | 10 gennaio 1967           | SAFSTOR                                                    |
| Dresden 1                            | BWR       | 700                   | 31 ottobre 1978           | SAFSTOR                                                    |
| Enrico Fermi 1                       | FBR       | 200                   | 29 novembre 1972          | In smantellamento                                          |
| Hallam                               | [ 24 ]    | 265                   | 1º settembre 1964         | Tombamento                                                 |
| Humboldt Bay 3                       | BWR       | 200                   | 2 luglio 1976             | In smantellamento                                          |
| Indian Point 1                       | PWR       | 615                   | 31 ottobre 1974           | SAFSTOR                                                    |
| LaCrosse                             | BWR       | 165                   | 30 aprile 1987            | SAFSTOR                                                    |
| Millstone 1                          | BWR       | 2011                  | 1º luglio 1998            | SAFSTOR                                                    |
| Peach Bottom 1                       | HTGR      | 115                   | 1º novembre 1974          | SAFSTOR                                                    |
| Piqua                                | [ 24 ]    | 46                    | 10 gennaio 1966           | Tombamento                                                 |
| San Onofre 1                         | PWR       | 1347                  | 30 novembre 1992          | SAFSTOR                                                    |
| Three Mile Island 2                  | PWR       | 2770                  | Meltdown il 28 marzo 1979 | In monitoraggio Rimosso il combustibile (Per approfondire) |
| Vallecitos                           | BWR       | 24                    | 9 dicembre 1963           | SAFSTOR                                                    |
| Zion (Reattori 1 e 2)                | PWR       | 2x3250                | 13 febbraio 1998          | SAFSTOR                                                    |

Per gli altri impianti dismessi (Big Rock Point, Elk River, Fort St. Vrain, Haddam Neck, Maine Yankee, Pathfinder, Rancho Seco, Saxton, Shippingport, Shoreham, Trojan, Yankee NPS), il decommissioning si è concluso e si è raggiunto lo stato di green field (rimozione totale di tutti gli edifici e terreno senza vincoli radiologici) o brown field (strutture totalmente smantellate ma presenti i depositi dei rifiuti prodotti).

### Rifiuti a bassa e media attività

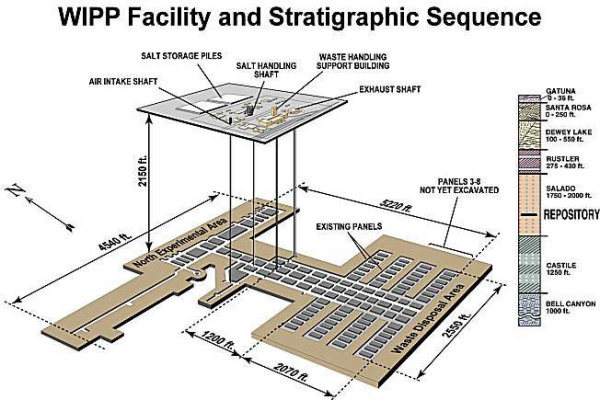
La rappresentazione schematica del Waste Isolation Pilot Plant del New Mexico

### Rifiuti ad alta attività

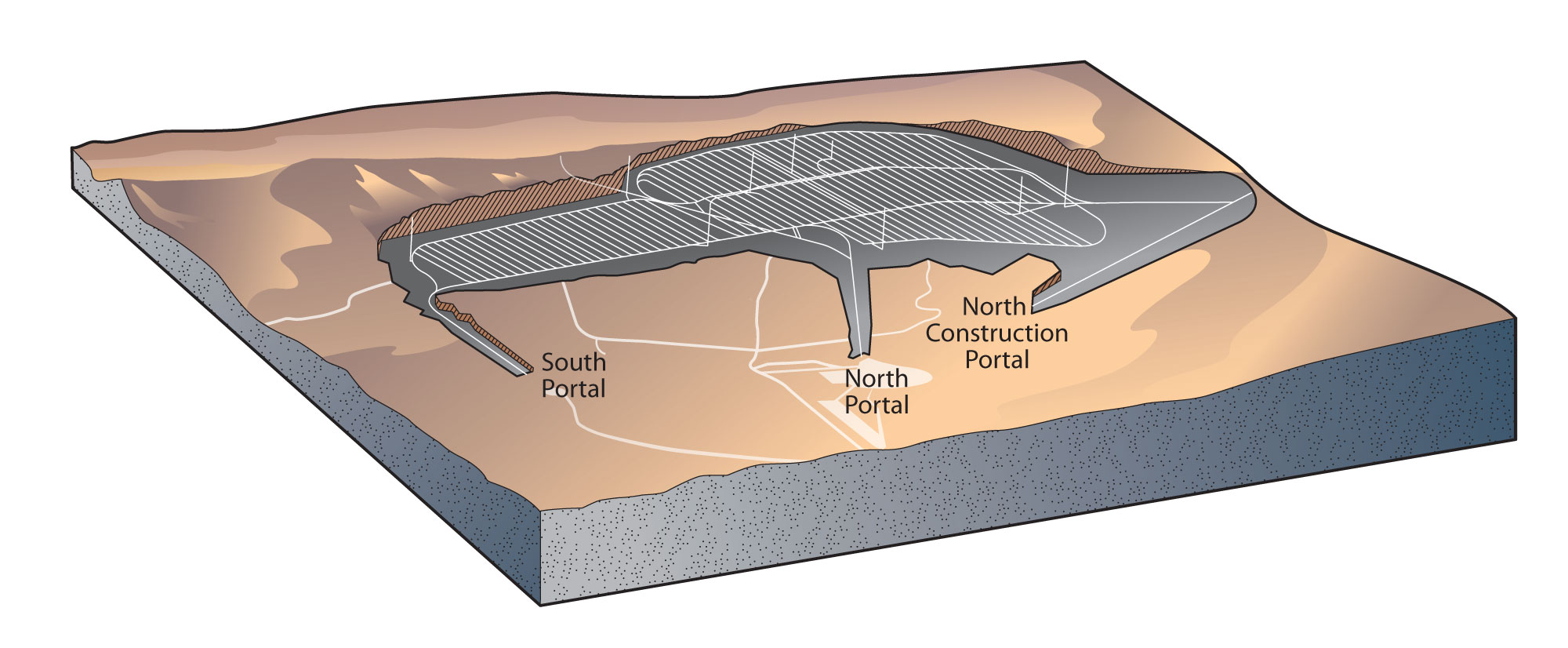
La rappresentazione schematica del Deposito geologico di Yucca Mountain

## Produzione di uranio
Al 2007 gli Stati Uniti posseggono il 6% circa delle riserve uranifere mondiali, pari a circa 342.000 tonnellate di uranio. La produzione è di circa 1500 tonnellate annue, con 1430 tonnellate estratte nel 2008, che riescono a sopperire al 7.3% della domanda teorica di uranio naturale della nazione; il contributo reale è però differente, visto che sono usate anche riserve di materiale fissile provenienti dalla dismissione di ordigni nucleari americani e sovietici, che vengono quindi usati al posto del materiale fissile da miniera per l'elettrogenerazione.

## Centrali elettronucleari
Tutti i dati della tabella sono aggiornati a novembre 2013.
| Reattori operativi |
| Totale: 100 reattori per 98560 MW complessivi. |
| Reattori in costruzione |
| Totale: 4 reattori per complessivi 4516 MW. |
| Reattori pianificati |
| Totale: 8 reattori per 9700 MW complessivi. |
| Reattori in fase di proposta |
| Totale: 15 reattori per circa 24000 MW complessivi. |
| Reattori dismessi |
| Totale: 32 reattori per 13340 MW complessivi. |
| NOTE: - La normativa in vigore prevede la possibilità di sostituire i reattori attualmente operativi una volta che saranno giunti al termine del loro ciclo di vita e anche di aumentare il loro numero (sia riattivando reattori arrestati che costruendone di nuovi). |